# Song for a Raggy Boy

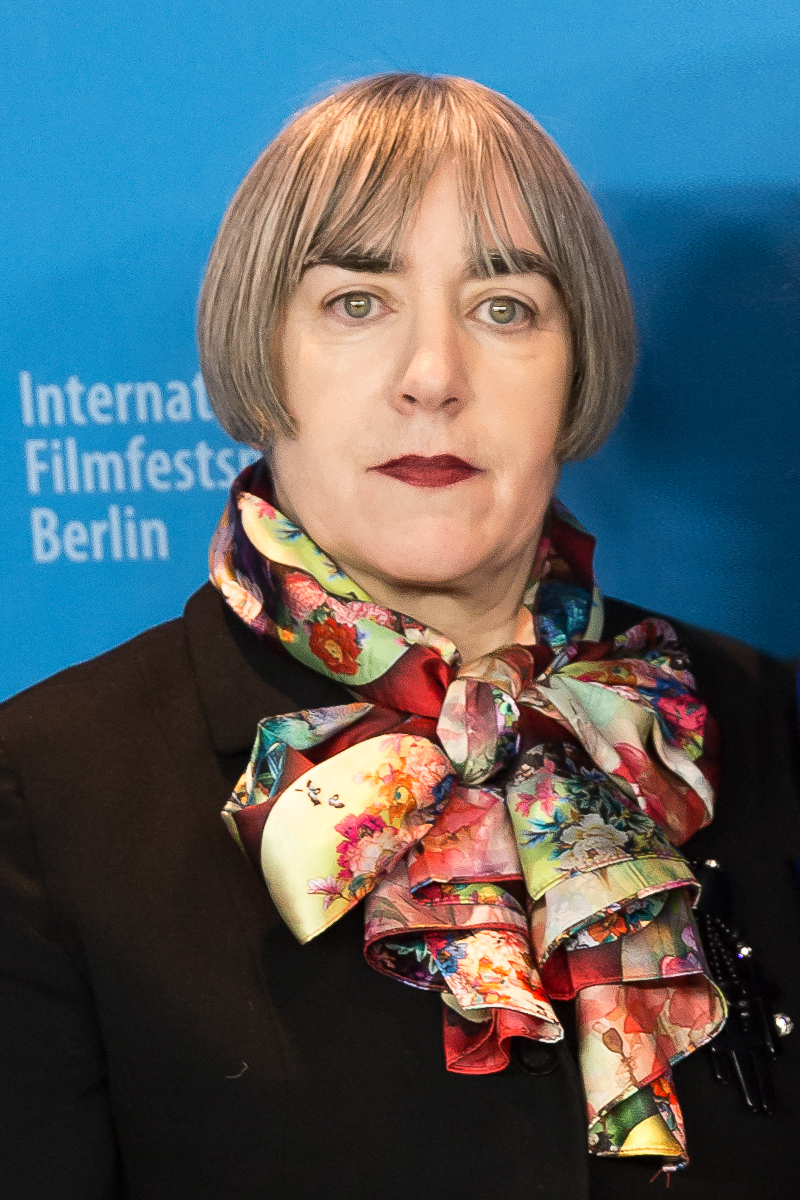
Aisling Walsh, directora de Song for a Raggy Boy

Song for a Raggy Boy ("Canción para un niño andrajoso", conocida como Los niños de San Judas en España y Hispanoamérica) es una película de drama histórico irlandesa de 2003 dirigida por Aisling Walsh. Es una adaptación de libro de las memorias de Patrick Galvin, quien también ayudó a adaptar su historia a la pantalla.Song for a Raggy Boy está basada en hechos reales.

## Trama
En 1939, al borde de la Segunda Guerra Mundial, el Reformatorio St. Judes es una despiadada escuela irlandesa para niños. Gris, sombría y gobernada por el sádico hermano John (Iain Glen), la escuela prefiere el castigo a la rehabilitación. Pero el nuevo maestro laico William Franklin ( Aidan Quinn ), recién llegado del frente de la guerra civil española , lucha para liberar a los niños de sus opresores.
Patrick Delaney 743 (Chris Newman) llega a la escuela con 13 años y medio. A él, como a todos los chicos, se le asigna un número que utilizan los hermanos. Franklin, sin embargo, siempre usa los nombres de los niños. Delaney es un chico atractivo y recibe las atenciones no deseadas de un hermano pedófilo, el hermano Mac (Marc Warren), que abusa del chico y lo viola en los baños de la escuela. El niño le cuenta su terrible experiencia a un sacerdote visitante en confesión, sólo para que le digan que no cuente una palabra a nadie. La noticia de la confesión de Delaney llega al hermano Mac, quien castiga al niño obligándolo a darse una ducha fría desnudo y luego dándole su ropa mojada para que se vista.
Liam Mercier 636 (John Travers). Mercier es uno de los pocos niños que sabe leer y escribir, pero por lo demás es un caso difícil. Franklin se hace amigo del niño y le interesa la poesía, parte de ella escrita por simpatizantes comunistas. Mercier y Franklin desafían la autoridad del hermano John-Mercier al protestar por la cruel paliza sufrida por dos hermanos el día de Navidad, y a Franklin al intervenir y detener los azotes. El hermano John espera el momento oportuno y, después de engañar a Mercier para que salga de clase, lo golpea continuamente delante del hermano Mac en el refectorio. Finalmente, el hermano Mac le dice a Franklin que Mercier está en el refectorio, después de lo cual Franklin descubre el cadáver de Mercier. Saca el cadáver de la habitación.
Furioso, Franklin ataca al hermano John y lo llama asesino. Las autoridades eclesiásticas sacan a los hermanos John y Mac de la escuela. En el funeral de Mercier, Franklin les dice a los otros niños que su muerte fue un asesinato, antes de besar el ataúd. Franklin decide que tiene que dejar la escuela, pero lo convence de quedarse en el último minuto cuando Delaney lo conmueve recitando el poema "Comrades" de Eva Gore-Booth en el patio de recreo. Franklin deja caer sus maletas y Delaney corre hacia Franklin y salta para abrazarlo mientras todos los demás niños se reúnen con amor y afecto por su salvador.

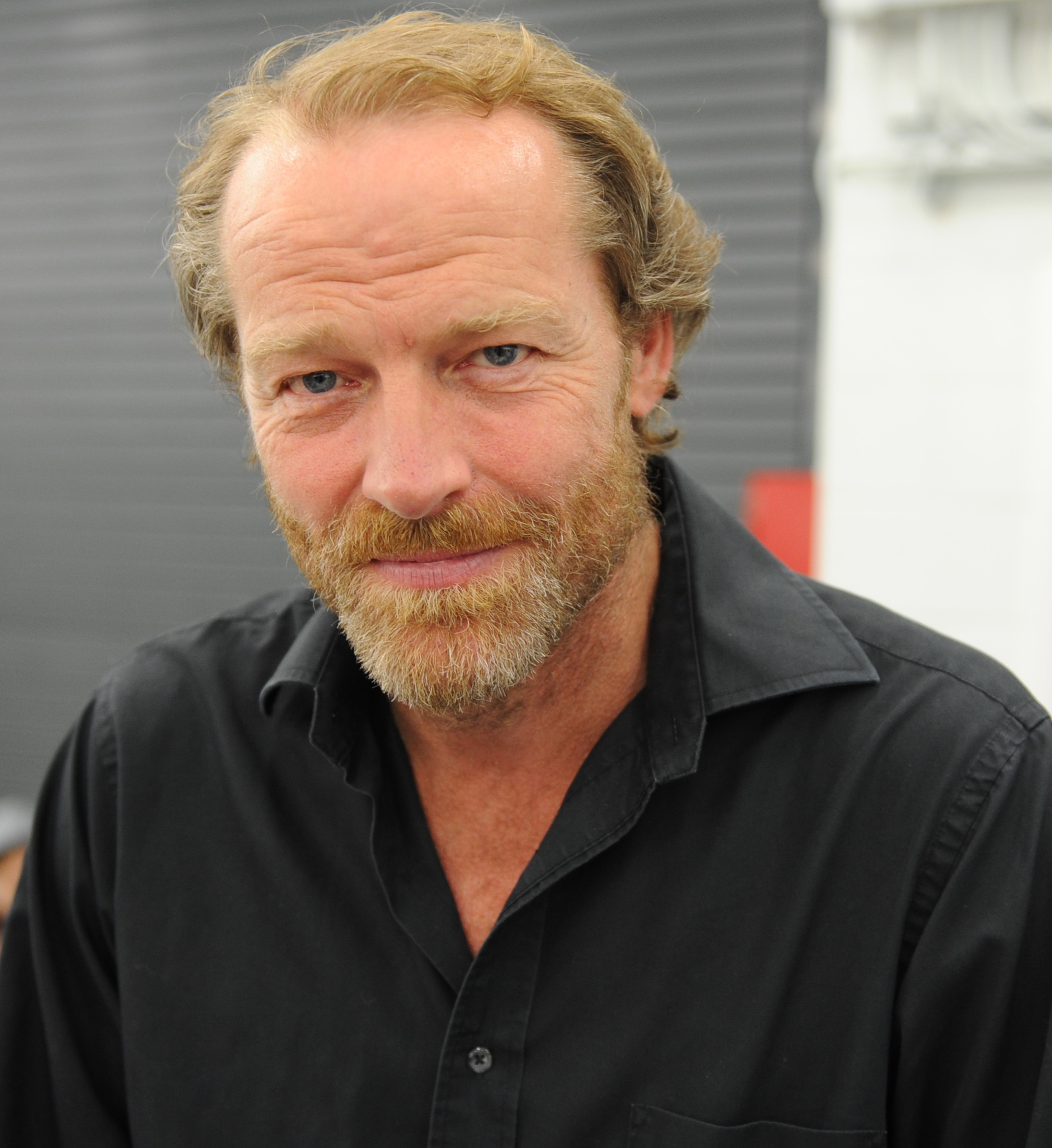
Iain Glen

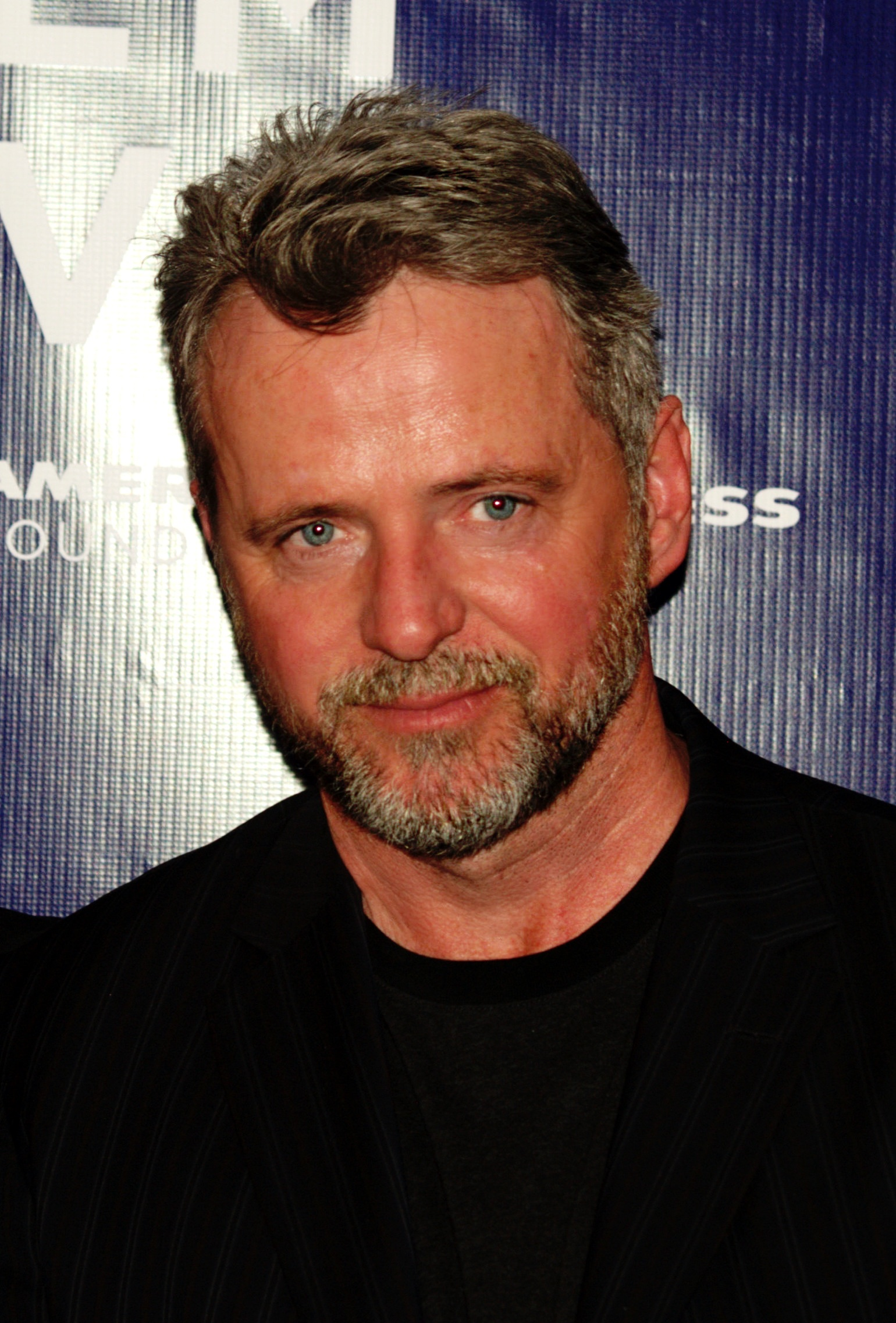
Aidan Quinn

## Producción
La película tardó más de cuatro años en realizarse debido a dificultades para empezar; algunos tenían que ver con problemas de casting, otros tenían que ver con la obtención de financiación. Un problema de casting fue encontrar al chico ideal para interpretar a Liam Mercier, a quien el director consideró vital para elegir bien. Finalmente hicieron una audición a John Travers, un chico de un club de boxeo irlandés sin experiencia previa en actuación.
Aidan Quinn había estado vinculado al guion durante dos años y medio antes de la producción. Fue filmado en locaciones del condado de Cork y el condado de Kerry en Irlanda. Las escenas escolares se filmaron en Coláiste Iosagán, una antigua universidad De La Salle en Ballyvourney. Fue una coproducción irlandesa, danesa, británica y española, y se produjo con el apoyo de incentivos a la inversión para la industria cinematográfica irlandesa proporcionados por el Gobierno de Irlanda.

## Reparto
- Aidan Quinn ... William Franklin.[5]
- Iain Glen ... Hermano John.
- Marc Warren ... Hermano Mac.
- Dudley Sutton ... Hermano Tom.
- Alan Devlin ... Padre Damián.
- Stuart Graham ... Hermano Whelan.
- John Travers ... Liam Mercier 636.
- Chris Newman ... Patrick Delaney 743.
- Andrew Simpson ... Gerard Peters 458.

## Los chicos
- Robert Sheehan ... O'Reilly 58
- Caoimhin 'Tojo' Barra Doherty ...Murphy 388
- Samuel Bright ...Ryan 126
- Mark Butler...Downey 913
- Bernard Manning ...Rodgers 855
- Michael McGee ...Lynch 76
- John Collins ...O Connor 252
- Michael Scott ...Flynn 144
- Robert White ...Galvin 544
- Michael Sloan ...Sean Peters 568

## Recepción
En el agregador de reseñas Rotten Tomatoes, que clasifica las reseñas solo como positivas o negativas, la película tiene un índice de aprobación del 67% calculado basándose en los comentarios de 6 críticos. En comparación, calculando las mismas opiniones utilizando una media aritmética ponderada, la calificación es 5,80/10.
En The Guardian, Peter Bradshaw lo calificó con 2/5 estrellas y dijo: "Es una fórmula amada desde Nicholas Nickleby y Dotheboys Hall , pero aquí se le da un nuevo giro anticlerical miserabilista e imbuida del cliché hollywoodiense de buenos y malos. Y el El final feliz con subidón de azúcar es sólo una broma".
En su reseña para Variety, David Rooney dijo que "la directora Aisling Walsh aporta en su mayor parte un enfoque admirablemente ecuánime al material brutal de Song For a Raggy Boy (...) Si bien el guión evita juiciosamente acusaciones generales limitando lo verdaderamente comportamiento sádico hacia un sacerdote, la película subraya la fragilidad moral de la Iglesia." 
David Rooney de Variety "Walsh nunca logra encontrar el equilibrio adecuado entre crueldad despiadada y compasión empática"
David Parkinson de Radio Times "No es tan conmovedora como The Magdalene Sisters de Mullan, pero las actuaciones de sus protagonistas adultos nunca retroceden ante la verdad". William Thomas de Empire "Es una película difícil de ver, pero Song for a Raggy Boy es un recordatorio oportuno e importante de las torturas que sufrieron miles de niños irlandeses en instituciones similares". Caroline Hennessy de RTÉ "Algunas escenas rayan en la explotación, pero el paso en falso más inquietante es la actitud adoptada hacia un personaje en el clímax de la película." 